# Eugène Olivier
Eugène Victor Olivier (Párizs 5. kerülete, 1881. szeptember 17. – Párizs 6. kerülete, 1964. május 5.) olimpiai bajnok francia párbajtőrvívó.